# Гребеневы
 Гребеневы  — опустевшая деревня в Орловском районе Кировской области. Входит в состав Орловского сельского поселения.

## География
Расположена на расстоянии примерно 16 км по прямой на запад от райцентра города Орлова.

## История
Известна с 1802 года как починок Калямовский с 28 дворами. В  1905 году (выселок из починка Колямовского или Гребеневы) дворов 8 и жителей 57, в 1926 (деревня Гребеневы) 14 и 59, в 1950 18 и 64, в 1989 14 жителей. С 2006 по 2011 год входила в состав Подгороднего сельского поселения.

## Население
Постоянное население составляло 6 человек (русские 100%) в 2002 году, 0 в 2010.